# نوزيفانس
نوزيفانس (بالإنجليزية: Nausiphanes)‏ ولد في القرن الرابع ق. م و هو فيلسوف يوناني من المدرسة الذرية.
درس فلسفة ديموقريطس، ويعد إجمالا أول معلم لأبيقور.